# Joseph Mega-Remix
A Joseph Mega-Remix az ausztrál Jason Donovan és a József és a színes szélesvásznú álomkabát szereplőinek közös dalaiból készült mega-remix. A dalok eredeti változatban elhangzottak a musicalben is. A dal Donovan egyik stúdióalbumán sem szerepel, és válogatásalbumra sem került fel.
A dal az angol kislemezlistán a 13. helyre került.

## Megjelenések
12"  Egyesült Királyság Really Useful Records – RURXP 9
- A1 Jason Donovan With The Original London Cast Of Joseph And The Amazing Technicolor Dreamcoat Joseph Mega-Remix (Extended Version)
- B1 Jason Donovan Close Every Door (Orchestral Version)
- B2 The Original London Cast Of Joseph And The Amazing Technicolor Dreamcoat One More Angel In Heaven

## Külső hivatkozások
- Nézd meg a dalhoz készült klipet a YouTubeon[3]